# Estación Ingeniero Luiggi
Ingeniero Luiggi es una estación ferroviaria ubicada en la localidad homónima, Departamento Realicó, Provincia de La Pampa, Argentina.

## Ubicación
La estación se encuentra a 588,6 km de la Estación Once.

## Servicios
No presta servicios de pasajeros. Sus vías están concesionadas a la empresa de cargas Ferroexpreso Pampeano